# THE JAYPERS

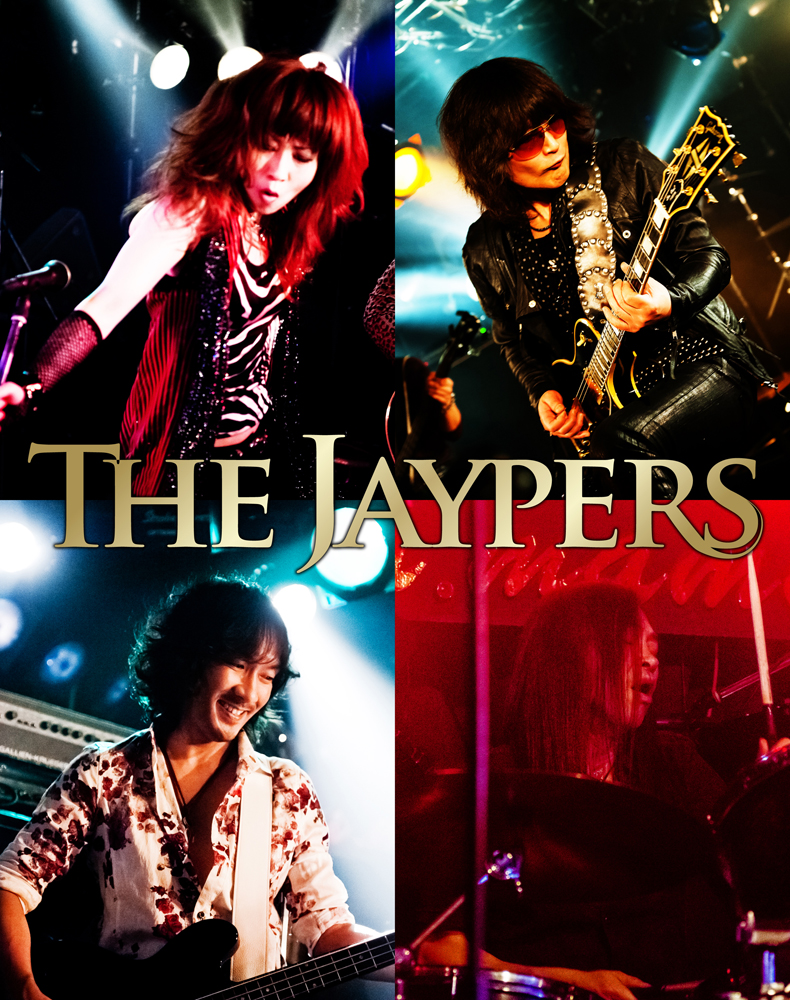
THE JAYPERS

THE JAYPERS (ザ・ジェイパーズ)は、日本のロックンロールバンド。60年代〜70年代の洋楽サウンドを基調としたオリジナル楽曲を制作している。特にブリティッシュロックの影響が色濃くありながらも、古き良きアメリカン・ミュージックのエッセンスも感じるバンドである。ヴォーカリストのRIEは英語が堪能、1999年の結成当初から数年間のオリジナル楽曲の歌詞は全て英語であった。その後、楽曲により日本語歌詞でも制作を開始。現在では全て英語歌詞で楽曲制作をしている。
2007年に開始したマンスリーイベント「THE JAYPERS Night / R&R Forever!」は、毎月第2土曜日にロッキンカフェ＆バー渋谷GabiGabiで現在も続いているイベントである。2024年までにご参加いただいたミュージシャンは400組を超える人気タイトルである。また、毎年春・秋に「R&R Forever! スペシャルフェス」として、渋谷La.mamaにてフェスティバルを開催している。2021年夏よりスタジオ一発録音+αで収録した「Studio Cover Sessions」をYouTubeにて公開中。2024年4月17日より6枚目のニューアルバム「GET BETTER」を全世界リリースする。
2024年、現在のラインナップは、RIE（ヴォーカル）、RIKI（エレキギター）、HACHI（ドラムス）、KING（ベースギター）。日本の東京を中心にライブやイベントを行っている。

## 来歴
《1999年6月結成》元SUNDANCEの後期メンバー、RIKI（エレキギター / ex.頭狂ドールズ、London Times、ならず者、THE ROCKS、THE KIZZ、ザ・コックサッカー・スペシャル、D.D. Creeks、サンダンス等）、青木（ドラム）、山根（ベース）がヴォーカリストを募集して十数人をオーディションする。その途中に、中野（ギター）が加わる。オーディションで決まったヴォーカルが一身上の都合で不参加になり、急遽再開したオーディションに参加した、RIE（ヴォーカル）が加入。RIEはバンド未経験者であったが、英語力とヤル気を認められて参加。
《2000年頃》
▶ベーシスト / 山根から平山（ex.サンダンス）に交代

《2002年頃》
◎1st album「EARLY THE JAYPERS」発売

《2003年頃》
▶ドラマー / 青木から八幡（ex.アルカロイド）に交代 ▶ベーシスト / 平山から山西に交代

《2004年頃》
◎2nd album「LUCKY YOU」発売

《2006年頃》
◎オムニバスCD「赤坂ガールズブラボー」発売

《2007年頃》
◎3rd album「VITAGE PIE」発売

《2008年頃》
◎Single CD「ROCK’N’ ROLL FOREVER」発売

《2009年頃》
▶ドラマー / 八幡から佐々木に交代 ▶ベーシスト / 山西から中島に交代

《2011年頃》
◎4th album「KIDS & HEROES」発売

《2012年頃》
◎BEST album「Super Best Edition」ITunes Storeより配信

《2014年頃》
◎5th album「TREATMENT EXPERIENCE」発売、Sony moraより配信（moraトピックス）

《2015年頃》
◎イベントR&R Forever! 100回記念 Single CD「HONEY TRAP」発売

《2016年〜》
▶ドラマー / 八幡が復帰

《2019年6月》
●結成20周年
《2020年5月》
◎初のオンライン・レコーディング音源「The Bargain Planet (お買得な地球)」発表
《2021年8月》
◎YouTubeにてスタジオ収録による「Studio Cover Sessions」を公開スタート
《2023年4月》
◎前作に引き続き、鈴木正人氏をサウンドプロデューサーに迎え、6th albumをレコーディング中
《2024年2月》
◎6th album「GET BETTER」2月27日よりCDパッケージ盤を先行発売開始
《2024年4月》
◎6th album「GET BETTER」4月17日よりCD盤、音源配信＆サブスクなど日本国内＆世界リリース
《2024年6月》
●結成25周年

## 現在のラインナップ
●RIE［池田理恵］ ヴォーカル＆タンバリン担当（青森県出身／10月25日生）

　映画「トイ・ストーリー」「ミニオンズ」のファン、英語が堪能である（TOEIC900点）
●HACHI［八幡豊］ ドラム＆パーカッション担当（神奈川県出身／12月20日生）

　R&R、ブラックミュージックからハードロック、JAZZまでこなすスーパーリズムマスター
●KING［中島透］ ベースギター担当（東京都出身／7月22日生）

　スポーツ全般（特にサッカー）と飲み屋街を愛する、東京城北エリアを代表するベーシスト
●RIKI［齋藤リキ］ エレキギター担当（東京都出身／4月19日生）

　オープンチューニングを駆使した独特のスタイルを確立した、R&Rギタリスト&メロディメイカー

## 過去のメンバー構成
［第1期 1999年〜2000年］

◎池田理恵（ヴォーカル）
◎齋藤リキ（エレキギター）
◎青木康伸（ドラムス）
◎山根幸雄（ベースギター）
◎中野征幸（エレキギター）
［第2期 2000年〜2002年］

◎池田理恵（ヴォーカル）
◎齋藤リキ（エレキギター）
◎青木康伸（ドラムス）
◎平山典央（ベースギター）
◎中野征幸（エレキギター）
［第3期 2003年〜2008年］

◎池田理恵（ヴォーカル）
◎齋藤リキ（エレキギター）
◎八幡豊（ドラムス）
◎山西宏樹（ベースギター）
◎中野征幸（エレキギター）
［第4期 2009年〜2016年］

◎池田理恵（ヴォーカル＆タンバリン）
◎齋藤リキ（エレキギター）
◎佐々木亮一（ドラムス）
◎中島透（ベースギター）
［第5期 2016年〜］

◎池田理恵（ヴォーカル＆タンバリン）
◎齋藤リキ（エレキギター）
◎八幡豊（ドラムス）
◎中島透（ベースギター）

## ディスコグラフィ

### ◎1st album「EARLY THE JAYPERS」
01. STARTER (old version)

02. SHADOW

03. TO DISTANT EASTERN LANDS (old version)

04. TALK’N ON THE PHONE

05. BROKEN GLASSES (old version)

06. HELLO MY SWEET PAIN

07. (her name is) BURN (old version)

08. DEVOTED SONG TO MY FRIEND

09. DAMN DAYS

### ◎2nd album「LUCKY YOU」
01. BACKSTAGE ANIMAL

02. INVISIBLE FACT

03. SWEET SUMMER GUN

04. PEACE OF MIND

### ◎オムニバスCD「赤坂ガールズブラボー」
07. TO DISTANT EASTERN LANDS

※1曲収録

### ◎3rd album「VITAGE PIE」
01. TO DISTANT EASTERN LANDS (new version)

02. STARTER (new version)

03. ROCK’N’ ROLL FOREVER

04. FINALE PIANT

05. BRITISH IN THE WILDS

06. BROKEN GLASSES

07. HER NAME IS BURN (acoustic version)

08. CHASER

09. J’s CALLING

10. LOVE JOURNEY

11. FIRST CUT IS THE DEEPEST (bonus track)

### ◎Single「ROCK’N’ ROLL FOREVER」
01. ROCK’N’ ROLL FOREVER

02. VITAGE PIE DIGEST

### ◎4th album「KIDS & HEROES」
01. CHESSMAN

02. NEVER GONNA BE ALRIGHT (危険がいっぱい)

03. CRASH

04. ROCK’N’ ROLL HERO

05. ROCK’N’ ROLL KIDS

06. I DON’T CARE

### ◎5th album「TREATMENT EXPERIENCE」
01. Introduction

02. BLACK CAT

03. EXCUSE ME

04. LONDON GIRL

05. 噂もアイドル (Government’s Lovers)

### ◎Single「HONEY TRAP」
01. HONEY TRAP

02. 彼女はF.B.I (Instrumental)

### ◎Online Recording「THE BARGAIN PLANET」
01. The Bargain Planet (お買得な地球)

### ◎6th album「GET BETTER」
01. ANNE HATHAWAY

02. HONEY TRAP

03. DOUBLE TROUBLE

04. NEVER GONNA BE ALRIGHT

※Honey Trap、Never Gonna Be Alrightはリアレンジによる新録音です

## 備考
- THE JAYPERSのオリジナル楽曲は、作曲者のRIKIが楽曲イメージを基に、短編物語やプロットを制作して、RIEが英語歌詞にする独特な制作スタイルである。日本語歌詞の場合はRIKIが制作する場合もある。
- ギタリストRIKIの主な機材は、初期は米国フェンダー社のストラトキャスター、米国ギブソン社のコリーナフライングV、ギターアンプはメサ・ブギーであった。2008年頃からはギブソン社のレスポールジュニアをメインに使用している。現在のメインアンプは、英国VOX社のAC-30と、米国Bad Cat amp社のCabⅡである。1959年製と1960年製のレスポールジュニアを所有している。
- ベーシストKINGの主な機材は、米国ギブソン社のサンダーバードベース、レスポールレコーディングベース等ギブソン社の機材がメインである。その他、米国フェンダー社のジャズベース、独国ヘフナー社のヴァイオリンベースなどを使用している。
- 1st&2ndアルバムのジャケットは、2006年当時に発売された「Windows Vista」の広告、及びコマーシャルに使用されている。
- 伝説のサンダルライブ。2012年にRIEは足の甲を骨折しており、半年ほどサンダルを履いてライブを決行している。
- ドラマーHACHIは、単身渡英した時にロンドンの路上にて、ストリートパフォーマンスを敢行した。
- ベーシストKINGは、2年間ほどニュージーランドに住んでいたことがある。
- ギタリストRIKIは、2010年にフランスのLoic Le Pape Steelguitarsにレスポールジュニアをオーダー制作している。日本輸入第一号機、当時は日本人唯一の所有者であった。
- 2014年、Sony moraにて 5th album「TREATMENT EXPERIENCE」音源配信。それに先駆けて不朽の名作「R&R Forever!」を期間限定無料配信をした。
- 5th album「TREATMENT EXPERIENCE」のエンジニア＆サウンドプロデューサーは鈴木正人氏である。
- 初代ベーシスト山根は、初レコーディング後に、二代目ベーシスト平山に交代しているので、デビューライブは平山が演奏している。
- 初代ドラマー青木は、THE JAYPERS卒業後にドラム修行として、ニューヨークに渡米している。
- 二代目ベーシスト平山はギタリストであったが、若年の頃にRIKIと出会い「背が高いから」とベースに転向を勧められた。
- 2021年夏よりYouTubeにて「Studio Cover Sessions」を公開している。
- 2023年初頭より6枚目のアルバムを制作開始。エンジニア＆サウンドプロデューサーは前作に引き続き、鈴木正人氏である。
- 2024年4月17日より6枚目のニューアルバム「GET BETTER」を全世界リリースする。
- 今まで簡易録音版を発表していた、Honey Trap、Never Gonna Be Alrightの2曲、アルバム「GET BETTER」ではリアレンジによる新録音である。